# Ḩalīmeh Jān
Ḩalīmeh Jān (persiska: حلیمه جان) är en ort i Iran.   Den ligger i provinsen Gilan, i den nordvästra delen av landet, 220 km nordväst om huvudstaden Teheran. Ḩalīmeh Jān ligger 175 meter över havet och antalet invånare är 741.
Terrängen runt Ḩalīmeh Jān är huvudsakligen kuperad, men åt sydost är den bergig.Runt Ḩalīmeh Jān är det ganska glesbefolkat, med 45 invånare per kvadratkilometer. Närmaste större samhälle är Rostamābād, 10,6 km sydväst om Ḩalīmeh Jān. I omgivningarna runt Ḩalīmeh Jān växer i huvudsak blandskog.